# Lemino
Lemino（レミノ）は、NTTドコモが提供する定額制動画配信サービス（インターネットテレビ）である。ここでは旧名称のdTV（ディーティービー）並びに2015年4月21日まで運営していたdビデオ powered by BeeTV（ディービデオ パワード バイ ビーティーヴィー）についても併せて述べる。Leminoの名前の由来は、「Let me know（教えて）」から。

## 概要
2011年11月18日より「dマーケット VIDEOストア powered by BeeTV」を提供開始
月額500円（税別）で、国内、海外のドラマや映画、アニメーション、ミュージッククリップ、カラオケなどを、視聴することができる。そのほかに、NTTドコモ（エイベックス通信放送）でかつてよりオンデマンド配信しているBeeTVの動画コンテンツも視聴可能となっている。
2013年1月30日、「dマーケット VIDEOストア powered by BeeTV」から「dビデオ powered by BeeTV」に改名。
2013年8月4日に会員数450万人を、2016年3月28日に会員数500万人突破し、定額制動画配信サービスとしては国内最大規模の会員数を誇っていた。
配信方法には、ストリーミング配信とダウンロード配信の二通りある。閲覧途中で終了したコンテンツに関しては、次回再生する際は、中断した場面から自動的に再生することが可能となる。
画質としては、ふつう（200kbps）、きれい（500kbps）、すごくきれい（480p, 1.2 - 1.5Mbps）、HD（720p、2013年5月15日より提供）の4パターンがある。
利用に際してはNTTドコモのdアカウントとパスワードが必要となるが、このIDとパスワードがあれば、一つのIDで複数の端末から視聴が可能となる。2014年4月1日よりキャリアフリー対応によって、ドコモ契約者以外でもdアカウント登録が可能となったため、ドコモ以外の端末や、ドコモ契約者以外でも視聴が可能となった。
支払い手段はドコモのケータイ払いとクレジットカード払い、全国のセブン-イレブンに設置されているマルチコピー機から視聴用シリアルコード（3か月分）を購入する方法がある。
2015年4月22日、「dビデオ powered by BeeTV」のブランドを「dTV」に変更。
2021年10月からは一部の新聞とのセット割引、2022年6月15日からはカルチュア・コンビニエンス・クラブ（TSUTAYA）が運営している「TSUTAYAプレミアム」の連携サービスにも対応する。
2023年4月12日からサービス名称を「dTV」から「Lemino」（レミノ）にリニューアルすることを同年3月6日に発表した。dTVの旧サービスについては既存会員の視聴も含め、2023年6月30日で提供が終了した。
2024年8月22日からAmazon Prime Videoの追加チャンネルとして、「Leminoセレクト」の提供を開始。このサービスではオリジナル番組や韓流番組、スポーツ番組などの一部コンテンツを供給するとしている。
2024年10月1日から「Leminoプレミアム」とは別に専門チャンネルのオンデマンドサービスを提供する「Leminoチャンネル」を開始。このサービスは「Leminoプレミアム」の会員ではなくても契約することが出来る。

## 利用可能端末
利用可能端末は、以下の通り。
スマートフォン・タブレット
- Android 5.0以上
- iOS[注 4] 10.0以上

パソコン
- Windows 10以上
- Mac OS X 10.10.3以上

テレビ
- ソニー『BRAVIA』
- パナソニック『VIERA』『DIGA』
- 東芝『REGZA』
- 船井電機『FUNAI』
- 日立『Wooo』
- シャープ『AQUOS』
- ハイセンス

セットトップボックス
- Chromecast - 2014年5月28日より対応[22]。
- Nexus Player - Android TVアプリとGoogle Castで対応。
- Amazon Fire TV、Fire TV Stick
- Apple TV - 第4世代以降に対応（2016年6月16日より）。第2世代、第3世代にはAirPlayで対応（2014年8月20日より）。
- ココロビジョンプレーヤー
- ドコモテレビターミナル
- dTVターミナル - 2015年4月22日発売の専用セットトップボックス型端末[23]。2020年8月23日にてサービス終了。
- ひかりTVチューナー
- 光BOX+

## コンテンツ
2023年4月時点で約180,000コンテンツである。ジャンルは洋画／邦画／アジア映画／海外ドラマ／国内ドラマ／アジアドラマ／アニメ／音楽／BeeTVがある。同じくNTTドコモが提供する定額制動画配信サービスとしてアニメに特化したdアニメストアが存在するが、新作のテレビアニメにおいてはdアニメストアでは取り扱っていない作品や配信開始時期が早い作品が存在し、差別化が図られている。
大きく「広告付き無料配信」と、月額会員制「Leminoプレミアム」（2024年1月現在月会費990円<消費税込み>）の2つのコースがあり、後者はLeminoオリジナルコンテンツの全話配信（無料配信は一部のみ）や、音楽・スポーツなどの中継のアーカイブを見ることができる。レンタル（一部　後述）とペイ・パー・ビュー番組は個別課金となる。

### 新作レンタル
2013年12月17日より、個別課金による新作レンタルのサービスを開始。作品は洋画／アジア映画／邦画／アニメで100円（税別）〜レンタルすることができ、決済は・ドコモ ケータイ払い（ドコモ回線契約者のみ）・ドコモポイント交換・クレジットカード払い（VISA、MASTER、JCB）がある。レンタル作品は、月額会員でなくとも利用可能。2014年7月時点で273作品を配信。

### 4K映像
2015年11月25日より、一部コンテンツの4K配信を開始。

### HDR映像
2017年6月より、一部コンテンツのHDR配信を開始。

## 視聴制限
- 複数の端末で同時視聴はできない[27]。
- 登録できるデバイスの台数は5台[27]。
- 登録デバイスが1台の場合、ダウンロードしたコンテンツを視聴する場合、ダウンロードから24時間または48時間ごとに会員状態の確認が必要[27]。
- 登録デバイスが2台以上の場合、ダウンロードしたコンテンツを視聴する場合、再生開始時に必ず会員状態の確認が行われ、3時間ごとに会員状態の確認が必要[27][28]。
- 改造された端末は視聴できないようになっている。AndroidのRoot化や、iOSの脱獄などに当たる[27]。
- デバイスの種別ごとに視聴できないコンテンツが存在する[29]。
- 会員ランクや契約形態によって視聴できないコンテンツが存在する[29]。
- デバイスによってはレンタル開始手続きが行えない。レンタル可能なデバイスで手続きを行えばレンタル不可デバイスでも視聴は可能。
- JOYSOUNDの楽曲提供は、その他のみ反映。それ以外の系統は、真っ黒で表示される。